# Villorquite de Herrera
Villorquite de Herrera es una localidad y también una pedanía del municipio de Villameriel en la provincia de Palencia, en la comunidad autónoma de Castilla y León, España. Está a una distancia de 6 km de Villameriel, la capital municipal, en la comarca de Boedo-Ojeda. El pueblo es cruzado por el ramal de la ruta del Besaya dejando a su paso el topónimo de calle Real.
Sus fiestas patronales de San Bartolomé se celebran el 24 de agosto.

## Geografía
- Altitud:883 m s. n. m.
- Latitud: 42°30′0″ N
- Longitud: 4°25′59″ O

Situado en lo más alto del municipio, Villorquite goza de unas excelentes vistas hacia todos sus extremos, pudiéndose divisar Abia de las Torres, Castrillo de Villavega y Bárcena de Campos.

## Demografía
Evolución de la población en el siglo XXI
| Gráfica de evolución demográfica de Villorquite de Herrera entre 2000 y 2020 |
|                                                                              |
| Población de derecho (2000-2020) según el padrón municipal del INE           |

## Historia
La historia del pueblo de Villorquite, ha sido transmitida por sus moradores por tradición oral. El relato que vamos a hacer se funda en el hilo de esta tradición principalmente.
Al filo de la Reconquista, cantada por trovadores y plasmada en el Romancero y Crónicas medievales, los cristianos, refugiados en Asturias o en los altos valles de los Pirineos, van recuperando las tierras perdidas en la batalla de la Janda o de Guadalete frente a los árabes procedentes del Norte de África. En ese conjunto de hechos guerreros y de avances penosos, está la fundación del pueblo de Villorquite de Herrera. El conde de Herrera de Pisuerga extiende sus dominios sobre valles y parameras situados cerca de su centro. Para afianzar sus conquistas, repuebla las tierras y surgen nuevos asentamientos, con gentes procedentes principalmente de Asturias y de la montaña. Reparte el suelo ocupado entre sus vasallos, quienes dirigidos por él, construyen sus moradas, les concede privilegios, dicta las leyes e impone la justicia. Éste es el origen de la mayoría de los pueblos y aldeas de la región castellano-leonesa.
En el camino real que venía de Villada por Carrión de los Condes a Herrera de Pisuerga, el señor levanta la horca y ejecuta a los reos condenados por la justicia, para ejemplaridad de todos sus subordinados. De ahí procede el nombre del término llamado La Horca, y origen también del nombre del pueblo: Villa de la Horca, Villahorquite, Villorquite.
La defensa del territorio tiene una torre o torreón en el lugar conocido por el vecindario como El torrejón, actual emplazamiento de la iglesia y alrededores. Desde dicha torre se abarca la visión de gran parte de la región y era fácil la comunicación, en aquellos tiempos, por medio de señales luminosas, con la fortaleza de Cabañas de Castilla.
El torreón no dio lugar al nacimiento del pueblo, era su defensa y la de sus tierras.
Ese primitivo pueblo o aldea, estaba en la vega, en un pago llamado Cabanilla -de cabañas– y sus alrededores, cerca de la Fuente de los linares, en una confluencia de caminos, algunos desaparecidos. En dicho territorio se han encontrado elementos de construcción, piedras y tejas principalmente. Esta situación quizá tuvo su justificación por la proximidad del Camino real, y por disponer de buen y abundante agua.
¿Cuáles fueron las razones que motivaron el actual emplazamiento?. Es fácil que la primera y principal fuese para la mejor defensa del vecindario y de sus ganados, que sufrían, con toda seguridad, los ataques del bandolerismo, frecuente en aquellas épocas por su proximidad al citado camino. Suponemos que dicho traslado sucediera hacia el siglo XV o primeros del XVI, es decir, en la época en que Castilla sufrió revueltas frecuentes de la nobleza y falta de autoridad de los reyes. Basta recordar las luchas de Pedro I de Castilla con sus hermanos bastardos, los Trastámara.
Cabe igualmente suponer la proximidad del territorio del pueblo y el lugar más céntrico, con más facilidad para el laboreo de las tierras y del cuidado de los ganados, ovino y bovino. No precisamos recordar que la principal ocupación de los vecinos era el pastoreo, cultivando muy pocas fincas, las peores en productividad, con medios muy rudimentarios y mucho esfuerzo personal, dejando las mejores de la vega para praderas y conservando el monte, como complementos necesarios de la ganadería. Así lo confirman el antiguo Soto, actualmente roturado y un pago de la vega nombrado Las Praderas.
La construcción del nuevo pueblo, que no cambió de nombre, se llevó a cabo bajo una gran simetría y adaptación práctica a los fines y vida de sus habitantes: una plaza rectangular, muy bien trazada, en el centro con sus calles rectas y amplias; las casas distribuidas en manzanas compactas, orientadas al mediodía, huyendo de los fríos del invierno y el cierzo, con anchas entradas para el fácil manejo del ganado ovino, y los corrales del ganado separados de las viviendas. En el centro formando uno de los lados del rectángulo de la plaza, la casa-granero, sin duda para la recogida del cereal, pago de tributo o censo al señor. Completando la plaza, por uno de sus lados, la iglesia, construida sin duda con muchos materiales de la iglesia del primitivo pueblo, como acreditan numerosas piedras bien talladas de su fachada principal y otras de estilo Románico, con figuras, bien conservadas: un cordero, un capitel representando un santo y otros elementos. El conjunto de la construcción ha sufrido algunas transformaciones, como acreditan su actual entrada, que data del año 1798, o la sacristía nueva con una inscripción referida quizá al año de su construcción (1671), sustituyendo a la antigua situada en el lado opuesto.
En el interior de la iglesia, se conserva un retablo del siglo XV o XVI, otro dedicado a Nuestra Señora del Rosario con tablas de buena factura dedicadas a los santos relacionados con el Rosario; uno más con la imagen de San Bartolomé, patrón del pueblo, de época más reciente que los anteriores citados, y un cuadro de las Ánimas de tendencia barroca.
El archivo de la iglesia, incompleto, contiene documentación con las inscripciones de nacimientos, bautizos, matrimonios, defunciones, y la labor benéfica a favor de los necesitados. En el libro referido a las visitas efectuadas por el obispo o sus delegados, la primera anotación es del año 1524, redactada con letra muy clara. Estas visitas pastorales debieron ser frecuentes a juzgar por las que se recogen, prueba inequívoca del celo apostólico de las autoridades eclesiásticas palentinas. Parece que la parroquia no contó más que con un párroco y sus corrientes colaboradores: hostiario, sacristán, etc.
Numerosos hijos del pueblo fueron miembros de instituciones religiosas. Dícese que un fraile agustino del convento de Bárcena, en tiempos de la exclaustración con motivo de la Desamortización marchó a Filipinas a continuar su vida religiosa y su apostolado.
La iglesia disponía de una torre de ladrillo, que debido a su mal estado se reedificó completamente.
El pueblo, dada su dependencia jurisdiccional y material tuvo que soportar durante siglos y hasta hace unos años el tributo del pago del censo o foro, en especie (trigo y cebada principalmente) y en trabajos de servidumbre, como era el barrer las mujeres por turnos la plaza del mercado de Herrera de Pisuerga. Se sabe por tradición oral, que existió cierto documento escrito en el que constaba el origen de tal gravamen y sus sucesivas renovaciones.
Como hecho singular queremos resaltar en el año 1735 (20 de junio) la fundación de un mayorazgo a favor de sus familiares por un párroco de la iglesia de Villorquite, natural de Ventosa de Pisuerga y que comprendía todos sus bienes: la casa entera, tierras de labor, rebaños y varios edificios como corrales para el ganado, un huerto y otras posesiones. La parte religiosa que contenía constaba de profusas mandas por misas en favor de su alma y de diversas cofradías, como la de las Ánimas. Del documento, acta notarial, que parece deducirse que se trataba de una persona de buena posición. Con el tiempo dicho mayorazgo desapareció, pero el documento existe y está en poder de una familia del pueblo de Villorquite.
Por último, señalar que durante la Edad Media pertenecía a la Merindad menor de Monzón, Meryndat de Monçon. A la caída del Antiguo Régimen la localidad se constituye en municipio constitucional, conocido entonces como Villorquite de Boedo y que en el censo de 1842 contaba con 15 hogares y 78 vecinos, para posteriormente integrarse en Villameriel.
En el año 1969 se llevó a cabo una prospección petrolífera en el término de Las Vallejas, junto a la carretera, a poco más de 2 km del pueblo. Actualmente todavía se puede apreciar una superficie de cemento junto a un gran hoyo que sirvió de balsa de retención. 